# 日本の正教会
日本の正教会（にほんのせいきょうかい、Eastern Orthodoxy in Japan）について解説する項目である。
1970年、日本ハリストス正教会が、自治正教会としての承認をモスクワ総主教庁より受けて以来、日本を管轄する正教会として牧会活動を続けてきたが、21世紀にいたり、上記日本正教会以外の正教会組織による牧会活動が活発化の傾向を見せている。
ここでは、日本における正教会の概況を、日本正教会を含む各正教会組織の概要を記すことで総体的に記述し、また、在日非カルケドン派教会の概要も併せて記述する。

## モスクワ総主教庁系

### 自治正教会（日本ハリストス正教会）
1860年代に、亜使徒聖ニコライが、日本における宣教を開始したことを始まりとする。
1970年にモスクワ総主教庁 アレクシイ1世より、ウラジミル主教（府主教に昇叙）が首座主教として祝福を受けたことにより、自治正教会が成立。以後、自治正教会として牧会活動を行い、現在に至る。現在の首座主教は、セラフィム辻永。
詳細は、日本ハリストス正教会の項目を参照。

### ロシア正教会駐日ポドヴォリエ
上記日本正教会の成立と共に成立した、日本におけるロシア正教会の大使館的位置付けの教会。東京に聖堂を2か所持つ他に、千葉県山武市に修道院を持つ。
ポドヴォリエについての詳細は、ポドヴォリエの項目を参照。

## モスクワ総主教庁系以外の正教会

### コンスタンティノープル総主教庁
コンスタンティノープル総主教庁は、日本正教会の自治正教会としての地位を認めておらず、従来より、日本を含む地域を管轄するエクザルフを置いてきた。2004年に韓国府主教区（韓国正教会）が成立してからは、韓国府主教が日本のエクザルフを兼任している。現在のエクザルフは、アンヴロシオス。
従来、エクザルフとしての牧会はほとんど行われてこなかったが、ウクライナ正教会の独立と関連して、モスクワ総主教庁がコンスタンティノープル総主教庁と断交し、コンスタンティノープル総主教庁管轄下の韓国においても、独自に管区（Diocese of Korea (Russian Orthodox Church)）を立てて牧会活動を始めたため、日本でも、不定期ながら、牧会活動を始めるに至った。2024年7月14日には、ウクライナ出身の輔祭が、エクザルフ所属司祭として叙聖を受けた。
牧会活動は、在日ウクライナ正教会が聖オルバン教会にて行っている聖体礼儀を司祷する形で行われている。また、2023年6月16日から6月17日にかけて、キャンプ・フォスター内にある聖ニコラス礼拝堂での聖体礼儀を司祷した

### 在日ウクライナ正教会
ウクライナ正教会を母教会とし、日本にいるウクライナ人に対する牧会のために、「聖ユダミッション」を設立し、活動を始めた。現在は、ポール・コロルーク司祭が、日本各地で牧会活動を行っている。母教会であるウクライナ正教会（OCU）は、モスクワ総主教庁からの承認を受けておらず、また、モスクワ総主教庁のコンスタンティノープル総主教庁との断交、ロシアのウクライナ侵攻により、日本正教会との関係は悪く、相互交流は行われていない（相互領聖に関しては、担当教区の主教の判断）。
現状では会堂を有しておらず、聖オルバン教会を始めとして、日本各地の会堂を、聖公会やカトリックから借りて奉神礼を行っている。また、在日米軍横須賀海軍施設でも奉神礼を行っている。
詳細は、ウクライナ正教会#日本国内における活動を参照。

### 在日ルーマニア正教会
ルーマニア正教会を母教会とし、日本にいるルーマニア人に対する牧会のために2008年に設立された教会。国立市に会堂（聖ゲオルゲ教会：カトリックの集会所だったものを、2020年に購入）を有し、司祭2人による牧会活動が日本各地で行われている。
2008年設立にあたって、日本正教会に何の連絡もなされなかったため問題となったが、2020年、聖ゲオルギウスの聖遺物をリダにある教会に移す記念祭において、祭壇の奉献を行い、当時の全日本府主教ダニイルも共に奉事を執り行った。
詳細は、ルーマニア正教会#日本のルーマニア正教会を参照。

## 非カルケドン派の教会

### 在日コプト正教会
以前は会堂を有していなかったが、2016年に京都府木津川市にあるプロテスタントの会堂（旧カリスチャペル京阪奈）を譲り受けてからは、会堂（聖母マリア・聖マルコ日本コプト正教会）を有するようになった。それ以外にも、東京では、聖アンデレ教会を聖公会から借りて牧会活動を行っている。
詳細は、コプト正教会#日本国内における活動を参照。

### 在日エチオピア正教会
21世紀初頭より、在日エチオピア人によって「聖ミカエル東京エチオピア教会」が設立され、信徒達による活動が始まった。現在は、東京都墨田区に会堂を有し、2週間に1回礼拝が行われている（詳細 については 、公式サイト等参照）。
エチオピア正教会の詳細については 、エチオピア正教会を参照 。